# Schulstraße 10 (Bad Suderode)

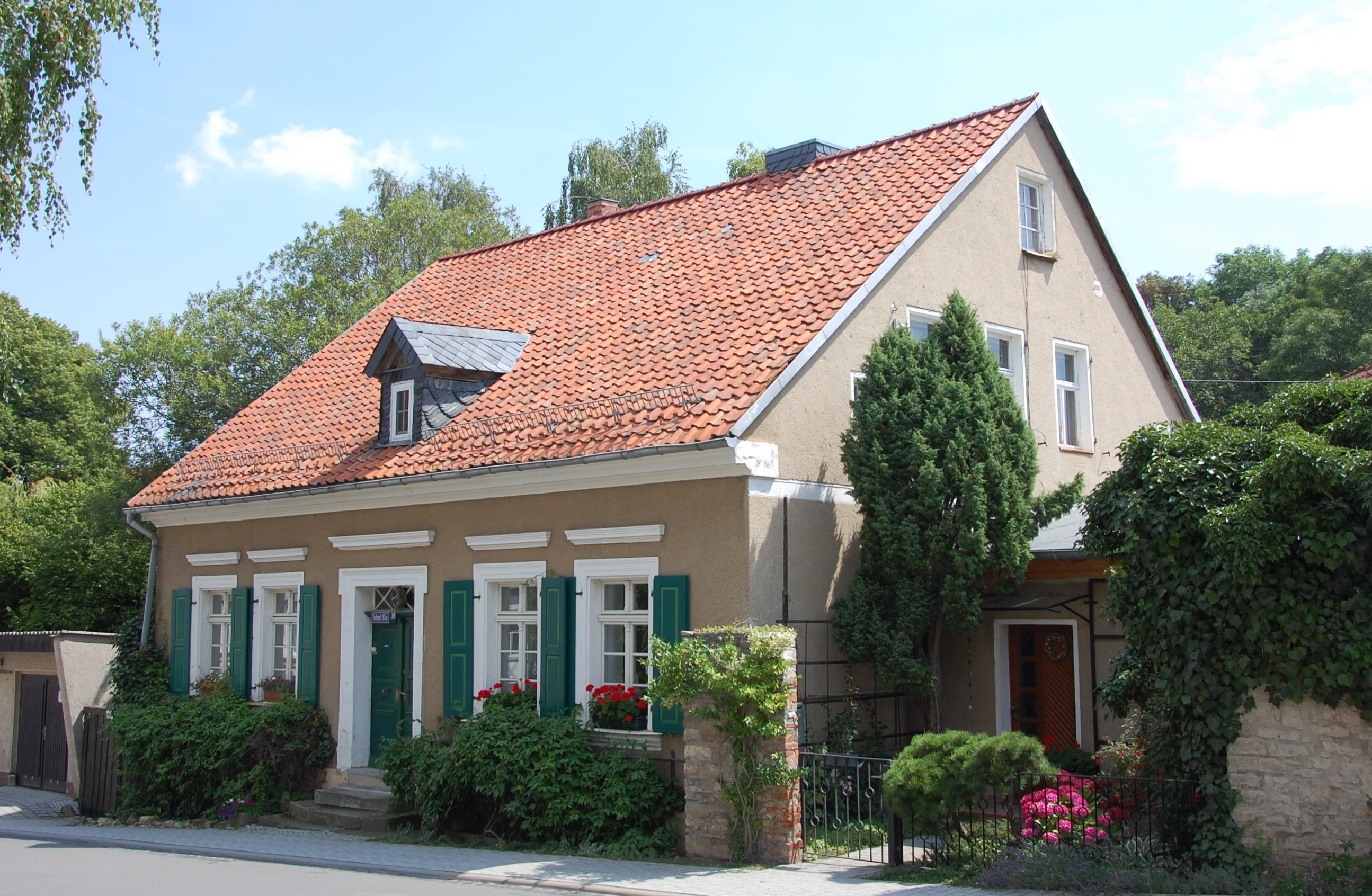
Haus Schulstraße 10

Das Haus Schulstraße 10 ist ein denkmalgeschütztes Gebäude im zur Stadt Quedlinburg in Sachsen-Anhalt gehörenden Ortsteil Bad Suderode.

## Lage
Es befindet sich nordöstlich des Ortskerns Bad Suderodes, auf der Ostseite der Schulstraße. Im örtlichen Denkmalverzeichnis ist das Gebäude als Wohnhaus eingetragen.

## Architektur und Geschichte
Das eingeschossige Gebäude entstand in der Zeit um 1830 als Bürgerhaus. Der schlichte Bau präsentiert sich weitgehend in seinem ursprünglichen klassizistischen Erscheinungsbild. Die Fassade ist nur sparsam gegliedert. Bemerkenswert ist die bauzeitliche Hauseingangstür.